# Ali Riley
Alexandra "Ali" Lowe Riley (Los Angeles, 30 de outubro de 1987) é uma futebolista profissional neozelandesa que atua como defensora.

## Carreira
Ali Riley fez parte do elenco da Seleção Neozelandesa de Futebol Feminino, nas Olimpíadas de 2008, 2012 e 2016. 